# Obec spisovatelů
Obec spisovatelů, Obec spisovatelů České republiky (dosłownie: Gmina [Wspólnota] Pisarzy Republiki Czeskiej) – stowarzyszenie zawodowe czeskich pisarzy, scenarzystów, dramaturgów, autorów tekstów, teoretyków literatury, publicystów, krytyków i tłumaczy założone 3 grudnia 1989 roku w miejsce skompromitowanego Związku Pisarzy Czechosłowackich. 
Organizacja przyznaje nagrodę Premia Bohemica dla zagranicznych tłumaczy literatury czeskiej oraz Nagrodę im. Miloslava Švandrlíka (Cena Miloslava Švandrlíka) za najlepszą książkę humorystyczną roku.
Pod koniec 2014 grupa literatów nastawionych krytycznie do dokonań organizacji założyła konkurencyjne Asociace spisovatelů. 

## Przewodniczący
- 1989–1990 Ivan Wernisch
- 1990–1990 Milan Jungmann
- 1994–1996 Eva Kantůrková
- 1996–2002 Antonín Jelínek
- 2002–2004 Ivan Binar
- 2004–2008 Eva Kantůrková
- 2008–2011 Vladimír Křivánek
- od 2011 Tomáš Magnusek